# Dominikai tyúk

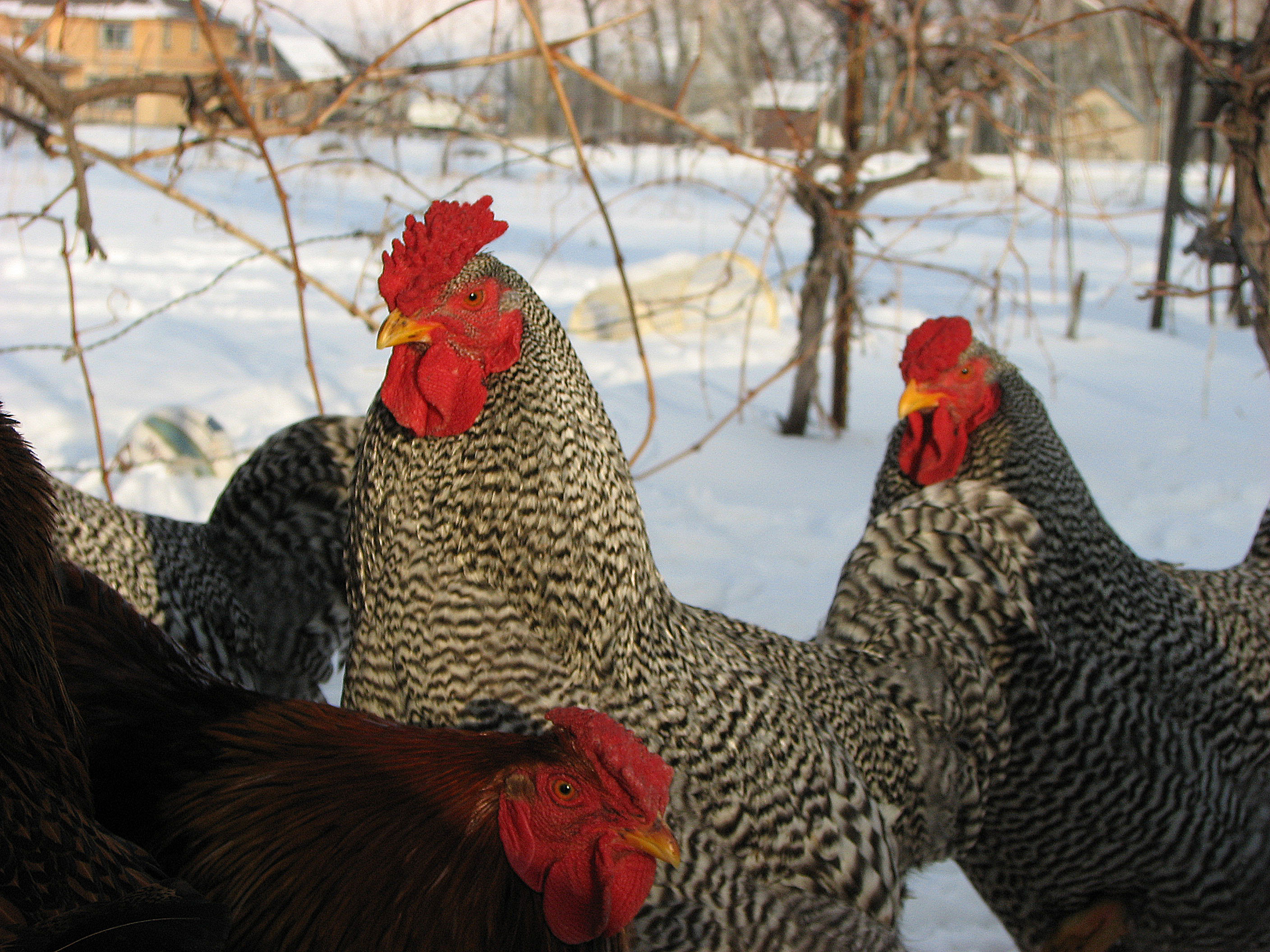
Dominikai tyúk.

A dominikai tyúk a legrégebbi amerikai tyúkfajta.

## Fajtabélyegek, színváltozatok
Háta közepesen hosszú, széles. Farktolla széles, lelapított, hosszú. Melltájék előretartott, felemelt, szárnyak közepes nagyságúak, testhez simulóak. Feje kicsi, lapos homlokkal. Arca tollmentes, piros. Szemek vörösek. Csőr közepes nagyságú, sárga, szarvszínű. Taraj keskeny rózsataraj, meny egy szarvban végződik. Füllebenyek pirosak, kicsik. Nyaka mérsékelten hosszú. Csüd sárga. 
Színváltozatok: Kendermagos.

## Tulajdonságai
Középsúlyú, erős felépítésű tanyasi tyúkfajta egy csepp ázsiai beütéssel. Élénk temperamentuma van. 
| Általános tulajdonságok: | Általános tulajdonságok:            |
| ------------------------ | ----------------------------------- |
| Súlya                    | kakas 2 - 2,5 kg, tojó 1,8 - 2,3 kg |
| Gyűrűmérete              | kakas 20, tojó 18                   |
| Tenyésztojás tömege      | 53 g                                |
| Tojáshéj színe           | barnás                              |
| Éves tojáshozama         | 170 db                              |